# Un Cid
 (août 2019).
Si vous disposez d'ouvrages ou d'articles de référence ou si vous connaissez des sites web de qualité traitant du thème abordé ici, merci de compléter l'article en donnant les références utiles à sa vérifiabilité et en les liant à la section « Notes et références ».
Un Cid d’Émilie Valantin a été représenté pour la première fois en 1996 à la Maison des Côtes du Rhône au festival d'Avignon. 
C'est une réécriture de la tragi-comédie de Pierre Corneille, Le Cid jouée pour la première fois le 7 janvier 1637. 

## Metteur en scène
Émilie Valantin est une marionnettiste comédienne, et plasticienne lyonnaise. Pour la 50e édition du festival d'Avignon avec sa troupe du théâtre du Fust, elle reprend le célèbre Cid avec ses marionnettes de glace, « une façon, dit-elle, de rafraîchir cette tragédie de Corneille que l'on n'a jamais plus osé jouer dans cette manifestation depuis l'interprétation mythique de Gérard Philipe ».

## Distribution
- Émilie Valantin (adaptateur)
- Christian Chiron (compositeur)
- Yannick Herpin, (compositeur)

## Mise en scène
La mise en scène est conçue par Émilie Valantin, est faite avec des marionnettes en glace. Le choix de la glace permet de faire ressentir le corps raidi et glacé par les années, de Don Diègue.
La glace est une matière inhabituelle pour des marionnettes, elle montre le côté éphémère du théâtre, qui fond et disparaît aussitôt que s’éteignent les lumières. Elle permet aussi de montrer  les sensations de fragilité, de danger, de contrainte, d'élégance et de transparence. C'est une matière qui porte toute la noblesse de la pièce de Corneille, elle a servi à se protéger de la caricature de la marionnette, ainsi on ne peut pas ridiculiser un personnage en glace, donc Émilie Valantin propose de jouer positivement Le Cid et non pas de le parodier. 
Les marionnettes suivent un protocole de fabrication particulier. Dans un premier temps, il s'agit de la sculpture et de la fabrication des moules des onze personnages, pour cela quatre à cinq litres d'eau doivent être coulés dans ces moules qui sont par la suite placés au réfrigérateur pour obtenir des poupées de soixante centimètres, pesant chacune quatre à cinq kilos. Dans un second temps, lors de la sortie des marionnettes du congélateur, elles fument, deviennent opaques, neigeuses, puis transparentes, ainsi certaines se craquellent, et lors du spectacle elles fondent imperceptiblement.